# Aenigmopteris elegans
Aenigmopteris elegans är en ormbunkeart som beskrevs av Holtt. Aenigmopteris elegans ingår i släktet Aenigmopteris och familjen Tectariaceae. Inga underarter finns listade.